# Blodwen (Opéra)

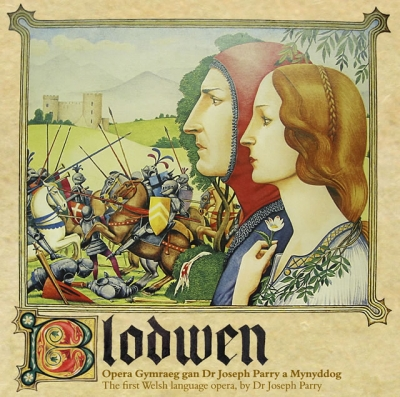
Couverture de l'album de l'opéra Blodwen

Blodwen est un opéra en trois actes, composé en 1878 par Dr Joseph Parry d'après un livret gallois par Richard Davies. Il a été le premier opéra jamais écrit dans la langue galloise.

## Première et réception
La première eut lieu au Temperton Hall à Aberystwyth le 21 mai 1878 et fut dirigée par Parry en personne.
Il a été bien reçu, et un journaliste du magazine gallois Y Faner même dit que l'opéra était « le plus charmant morceau de musique » qu'il avait entendu.
Après la première représentation à Aberystwyth, Blodwen partit en tournée à travers les comtés de Glamorgan et de Monmouthshire, et fut interprété par la Welsh Representative Choir à Bristol et à l’Alexandra Palace à Londres. Ils voyagèrent avec des trains bon marché d’Aberdare à Londres, et Parry écrivit à la presse pour dire que les gens étaient invités à rejoindre les chanteurs pendant le voyage.
À l'été de 1879, le compositeur annonça que son opéra avait été joué environ cinquante fois, et que son prochain objectif était une grande représentation « avec des costumes et l'apparence appropriée ». Son souhait se réalisa à Aberdare le 26 décembre 1879, lorsque l'œuvre fut interprétée par le Choral Union sous la direction de Rees Evans, et avec Llew Llwyfo comme l'un des chanteurs.
L'opéra avait atteint 500 représentations en 1896.